# Cichlasoma salvini
Cichlasoma salvini es una especie de peces de la familia Cichlidae en el orden de los Perciformes.

## Morfología
Los machos pueden llegar alcanzar los 22 cm de longitud total.

## Distribución geográfica
Se encuentra desde el sur de México hasta Guatemala y Belice.